# Avaeté - Semente da Vingança
Avaeté - Semente da Vingança é um filme brasileiro de 1985, dirigido por Zelito Viana. O filme de ficção faz referência ao massacre dos índios Cintas-largas ocorrido na região de Fontanillas, hoje município de Juína, no noroeste do Mato Grosso. Participaram da gravação índios da etnia Rikbaktsa.

## Sinopse
Criança indígena sobrevive a terrível massacre e passa a ser protegida por cozinheiro branco arrependido de ter participado da expedição criminosa. Já adulto, e com o assassinato de seu protetor, ele inicia a solitária e eficaz vingança contra os matadores brancos.

## Elenco
- Macsuara Kadiwéu
- Hugo Carvana
- Renata Sorrah
- José Dumont
- Cláudio Mamberti
- Sérgio Mamberti
- Cláudio Marzo
- Nina de Pádua
- Renata Sorrah
- Jonas Bloch
- Chico Diaz
- Marcos Palmeira